# Prasat Bei
Prasat Bei (en camboyano: ប្រាសាទបី, "tres templos") es un templo con tres torres de ladrillo dispuestas de en una fila de norte a sur, orientadas al este y ubicadas sobre una platadorma de laterita. La torre central contenía un lingam; la altura de las torres laterales no supera la de las puertas. Solo los dinteles de las torres central y sur están esculpidos, mostrando ambos a Indra sobre el elefante Airavata.